# Fontana della fiera
La fontana della fiera conosciuta anche come fontana del tritone si trova sull'antica piazza Dante di fronte al palazzo di Giustizia a Bergamo.

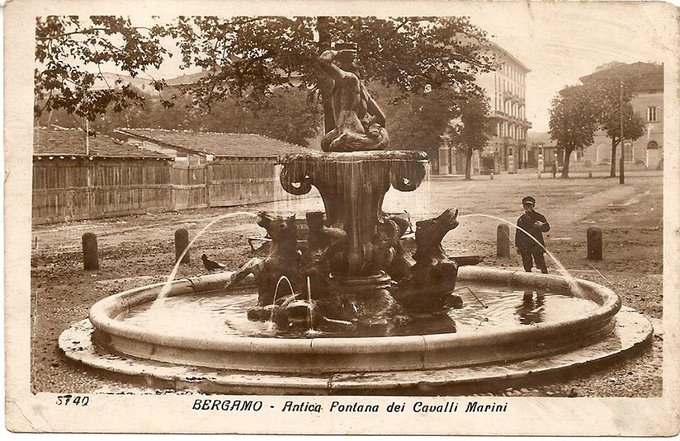
Antica Fontana dei Cavalli Marini

## Storia
La storia della fontana è legata a quella dell'antica fiera di Sant'Alessandro, originariamente era, infatti, inserita come parte centrale del complesso fieristico demolito nei primi anni del Novecento dopo che Marcello Piacentini realizzò la nuova parte cittadina riconosciuta come Centro piacentiniano.

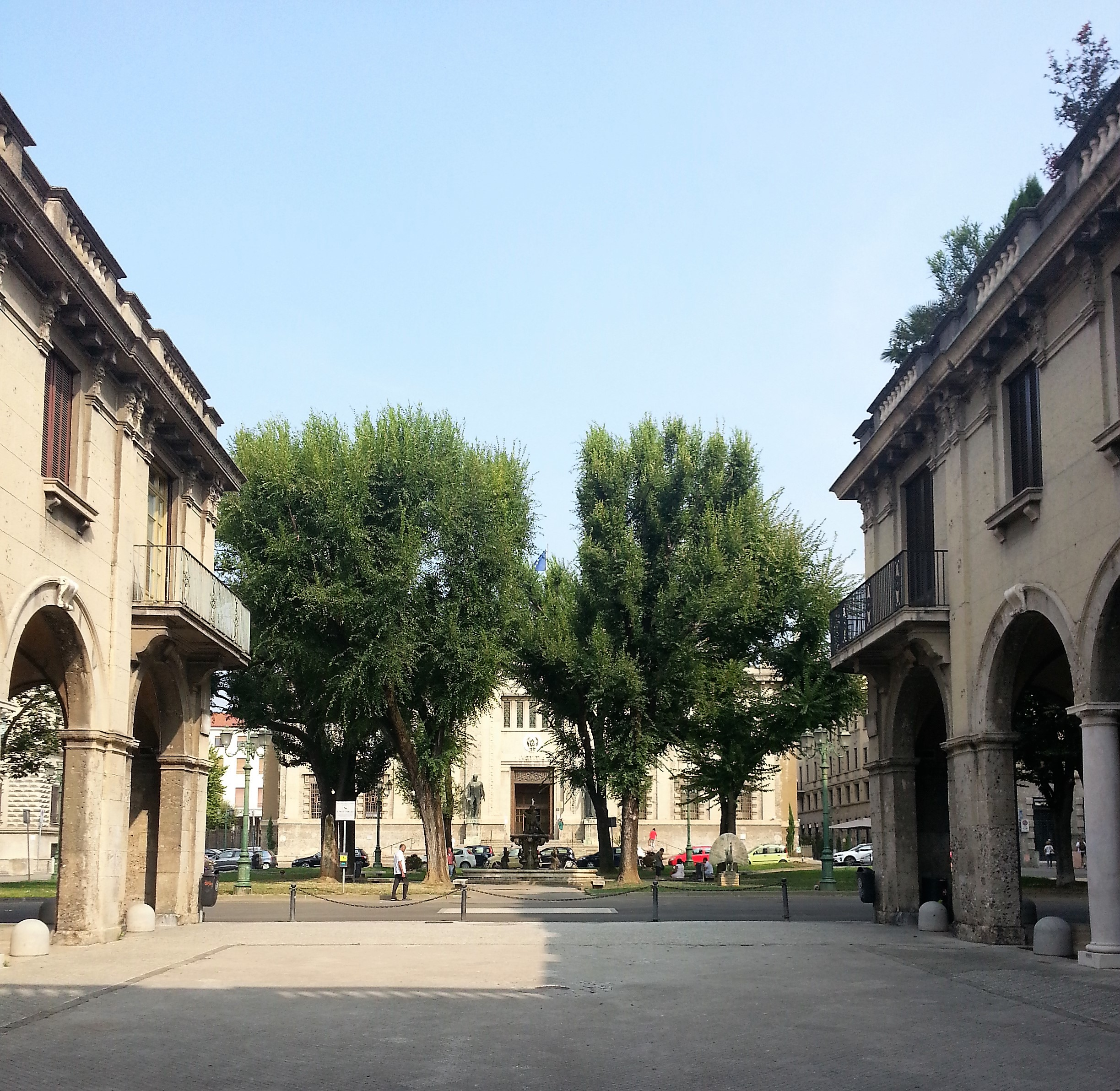
Particolare del centro piacentiniano con palazzo di Giustizia, la fontana del Tritone e il Sentierone

La fiera alessandrina posta sul prato omonimo, era l'appuntamento commerciale più importante di Bergamo, e un agglomerato di casotti in legno veniva edificati ogni anno durante il periodo di agosto, capitava di frequente che incendi causassero gravi danneggiamenti, rimane il più documentato quello tra il 24 e il 25 agosto del 1591. L'amministrazione comunale decise allora di edificare un grande fabbricato in muratura che potessero non solo essere di maggior riparo dalle intemperie, ma anche dal fuoco. Nel decennio dal 1730 al 1740 fu quindi costruita una nuova struttura in pietra, che potevano contenere 740 botteghe. Questo edificio aveva la forma quadrata e uno spazio centrale dove fu posta la fontana, opera progettata da Giovan Battista Caniana e Antonio Callegari detta fontana della fiera. Anche tutto il grande complesso fieristico era stato progettato dal Caniana. La fontana fu realizzata da Antonio Maria Pirovano: il diario infatti tenuto dai due scultori, padre e figlio, riporta che l'architetto li avesse contattati il 2 luglio 1732.
La realizzazione della fontana fu sospesa per un paio d'anni a causa di vertenze tra l'amministrazione e i delegati la fiera. Malgrado l'ammaloramento dovuto al tempo e alle intemperie, nonché a causa di alcuni restauri, la fontana ha mantenuto l'armonica conformazione che l'aveva caratterizzata, grazie anche all'ultimo intervento di restauro del Novecento a opera di Giovanni Avogadri.
La fontana fu poi oggetto di un importante restauro di mantenimento nei primi anni del terzo millennio. Nel gennaio del 2020 ha avuto inizio un lavoro di riqualificazione dell'area che lascerà la fontana quale centro del progetto. La fontana fu di nuovo oggetto di restauro durante la creazione della nuova piazza Dante ultimata nel 2022 mantenendo il suo diritto di centralità.

## Descrizione
La fontana è composta dall'ampia vasca mistilinea di esigua altezza in marmo bianco di Zandobbio, rialzata da un gradino sempre in marmo. Il corpo centrale dell'opera è in ceppo lombardo, e raffigura nella parte inferiore due cavalli che emergono dalle acque, e due putti cavalcano due delfini da dove sprizza l'acqua, e che raccolgono nel calice lo zampillo d'acqua che scende dalla parte superiore dove Trifone dio del mare, è posto in una vasca di misura inferiore sta bevendo dalla conchiglia tortile l'acqua che poi zampillando scende nel livello inferiore. Il soggetto riprende quello ben più importante della fontana romana di Gian Lorenzo Bernini.